# Monroeton
Monroeton es un área no incorporada ubicada del condado de Rockingham en el estado estadounidense de Carolina del Norte.